# Verbandsgemeinde Rhein-Nahe
La comunità amministrativa di Rhein-Nahe (Verbandsgemeinde Rhein-Nahe) si trova nel circondario di Magonza-Bingen nella Renania-Palatinato, in Germania.

## Comuni
Fanno parte della comunità amministrativa i seguenti comuni:
| Comune, città               | Sup. (km²) | Abitanti |
| --------------------------- | ---------- | -------- |
| Bacharach, Stadt            | 23,33      | 1 839    |
| Breitscheid                 | 5,29       | 150      |
| Manubach                    | 7,70       | 310      |
| Münster-Sarmsheim           | 6,92       | 3 049    |
| Niederheimbach              | 7,38       | 770      |
| Oberdiebach                 | 8,37       | 858      |
| Oberheimbach                | 8,72       | 529      |
| Trechtingshausen            | 8,22       | 989      |
| Waldalgesheim               | 16,01      | 4 187    |
| Weiler bei Bingen           | 22,81      | 2 666    |
| Verbandsgemeinde Rhein-Nahe | 114,74     | 15 347   |

(Abitanti al 31 dicembre 2021)